# Monika Taubitz

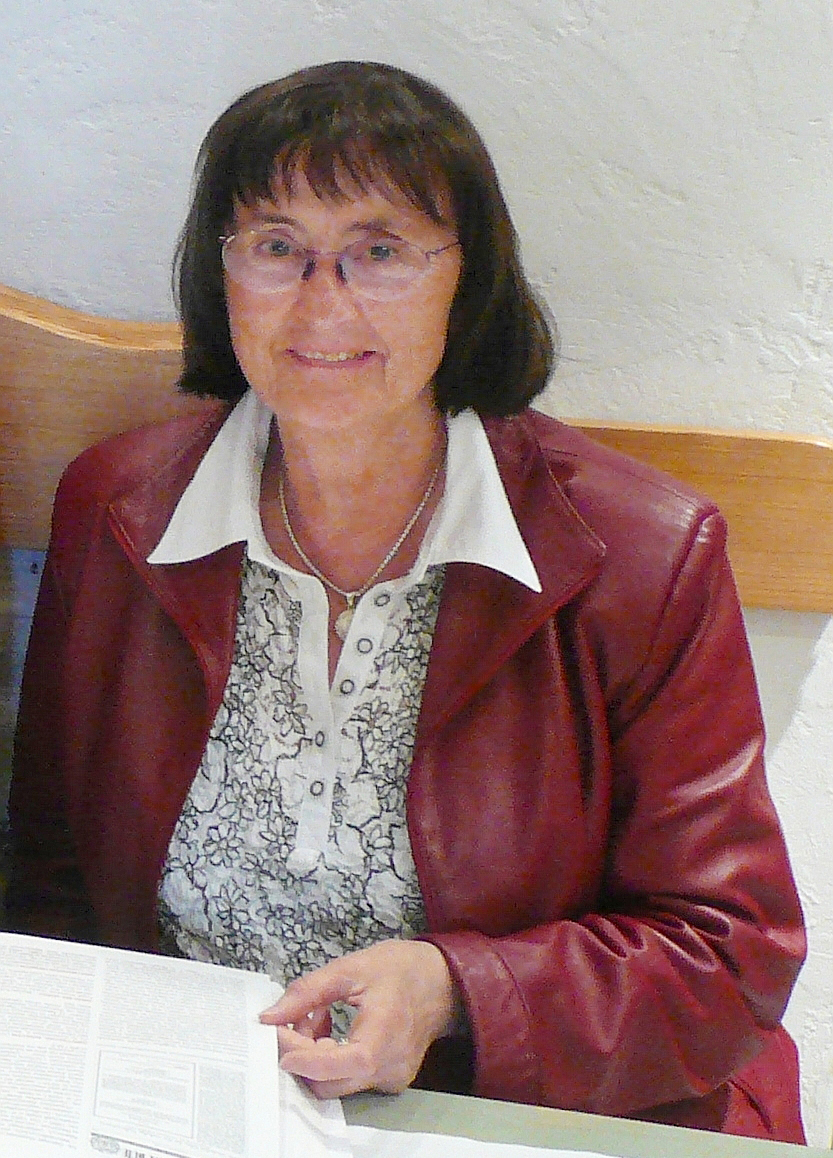
Monika Taubitz (2012) im Dom „Skowronki“/Haus Lerchenfeld

Monika Taubitz (* 2. September 1937 in Breslau, Provinz Niederschlesien) ist eine deutsche Lyrikerin und Verfasserin von Prosa (Roman, Erzählung, Kurzgeschichte, Essay, Sachtext und Hörspiel).

## Leben
Monika Taubitz verbrachte ihre Kindheit in den niederschlesischen Orten Markt Bohrau bei Strehlen, im zuletzt zerbombten Breslau und in Eisersdorf im Landkreis Glatz. Ihre Familie ist auch mit Altheide-Bad verbunden. Benno Taubitz, der Bruder ihres Großvaters war ein langjähriger Priester und erster Pfarrer von  Altheide (1913–1940). Ihr Vater Josef Taubitz (1882–1941) wurde in Altheide geboren.
Nach der Vertreibung 1946 lebte sie zunächst in Nordenham (Wesermarsch). 1951 siedelte sie ins Allgäu um. Von 1953 bis 1958 besuchte sie das Aufbaugymnasium in Ochsenhausen. Anschließend nahm sie ein Studium in Weingarten/Württemberg auf. Ab 1965 arbeitete sie als Lehrerin in Meersburg am Bodensee, wo sie heute noch lebt.
Sie schreibt Gedichte und Prosa und ist auch als Herausgeberin tätig. Von 1996 bis 2011 leitete Monika Taubitz den Wangener Kreis – Gesellschaft für Literatur und Kunst „Der Osten“; im Jahr 2011 wurde sie zur Ehrenvorsitzenden gewählt. Zahlreiche ihrer Werke wurden auch ins Polnische übersetzt, u. a. eine Auswahl von Gedichten Ein Land gab mir sein Wort. Gedichte über Schlesien / Ten kraj dał mi słowo swoje. Wiersze o Śląsku (zweisprachige Auflage Wrocław / Dresden 2006, 2. erweiterte Auflage Wrocław / Dresden 2007). Die Gedichte entstanden im Laufe mehrerer Jahre und sind in Lyrikbänden erschienen.

## Werke
- Fallende Sterne. Mit Linolschnitten. 1968. OCLC 32587910.
- Schatten über dem Brunnen. 1971. OCLC 74136419.
- Probeflug. Gedichte 1974. OCLC 2426240.
- Schlesien – Tagebuch einer Reise. 1973/1977. OCLC	74172999.
- Durch Lücken im Zaun 1977, ISBN 978-3-921519-14-1, poln. Przez dziurę w płocie. 2007.
- Netze werfend. Gedichte 1978. ISBN 978-3-921519-24-0.
- Dir, Spinnweb Zeit, ins Netz gegangen. 1983. OCLC	74675201.
- Gestörte Befragung. Ein Hörspiel 1982.
- Treibgut. 1983. ISBN 978-3-7918-1049-2.
- Dort geht Katharina oder Gesang im Feuerofen. Sigmaringen 1984. ISBN 978-3-7995-1644-0.
- Ein Land gab mir sein Wort / Ten kraj dał mi słowo swoje. Gedichte über Schlesien. Dresden/Wrocław 2007. ISBN 978-3-934038-50-9.
- Abstellgleis. Roman. Dresden 2007. ISBN 978-3-934038-78-3.
- Leonhards Haus. Roman. Dresden 2009. ISBN 978-3-940310-53-8.
- Vor unsichtbaren Ufern / U niewidzialnych brzegów. Gedichte. Dresden/Wrocław 2009. ISBN 978-3-940310-90-3.
- Winteralbum. Roman. Dresden 2011. ISBN 978-3-86276-017-6.
- Im Zug – nebenbei : Gedichte von unterwegs. Dresden 2011. ISBN 978-3-86276-028-2.
- Stillgelegte Gleise. Gedichte. Dresden 2012. ISBN 978-3-86276-073-2.
- Almuts Briefe. Roman. Dresden 2013. ISBN 978-3-86276-108-1.
- Flußleben. Gedichte. Dresden 2013. ISBN 978-83-7977-012-0.
- Volkskalender für Schlesier. Landshut, Isar Aufstieg Verlag, 2016. ISBN 978-3-7612-0350-7.
- Asche und Rubin. Helene von Bothmer. Eine Biographie, Dresden 2016. ISBN 978-3-86276-191-3.[4]
- Nimm eine Möwenfeder... / Weź pióro mewy.... Dresden, Neisse Verlag, 2019. ISBN 978-3-86276-261-3.
- Jakobs Gärten. Dresden, Neisse Verlag, 2019. ISBN 978-3-86276-281-1.
- Für einen Lidschlag nur. Gedichte / Na jeden tylko ruch powieki. Wiersze, Dresden, Neisse Verlag, 2021, ISBN 978-3-86276-311-5.
- Tilmanns Frau und andere Erzählungen, Neisse Verlag, 2021, ISBN 978-3-86276-320-7.
- Breslau zur Zeit der Pandemie Gedichte, Neisse Verlag, 2021, ISBN 978-3-86276-327-6.
- Miniaturen der Erinnerung, Neisse Verlag, 2022. ISBN 978-3-86276-338-2.
- Wellenschrift Gedichte, Eggingen, Edition Isele, 2023. ISBN 978-3-86142-638-7.

## Auszeichnungen und Ehrungen
1978 erhielt Monika Taubitz den Eichendorff-Literaturpreis, 2012 erhielt sie auch den Andreas-Gryphius-Preis.
Im November 2016 wurde Monika Taubitz für ihren Gedichtband von 2013, Flußleben, mit dem Nikolaus-Lenau-Preis ausgezeichnet. Im 2022 erhielt sie den Edith-Heine-Lyrikpreis der „Stiftung Kulturwerk Schlesien“.
Für ihr langjähriges ehrenamtliches Wirken für ihre schlesische Heimat und ihre baden-württembergische Wahlheimat ist die Dichterin auch mit der Heimatmedaille Baden-Württemberg ausgezeichnet worden. Sie hat sich mit ihrer Arbeit stets für die Verständigung zwischen Deutschen und Osteuropäern eingesetzt. Im Januar 2014 wurde ihr das Bundesverdienstkreuz am Bande für ihren Beitrag zur Völkerverständigung verliehen.
Am 22. Februar 2018 wurde Monika Taubitz erste Ehrenbürgerin der Stadt Meersburg.

## Filme
- Heimatmedaille – Porträt Monika Taubitz bei YouTube